# Acrophonie

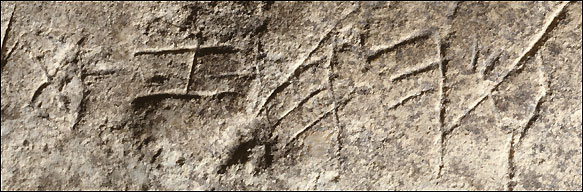
Fragment de l'abécédaire de Zayit, De dr. à g. : les lettres Waw, Hé, Het, Zayin, Tet (𐤅𐤄𐤇𐤆𐤈).

L'acrophonie, du grec ancien ἄκρος (akros, « élevé ») et de φωνή (fonê, « son »), est un système linguistique qui consiste à nommer une lettre alphabétique d'après un objet ou un animal dont le nom commence par la même lettre. 

## Histoire
Cette méthode a été utilisée dans la formation de l'abjad levantin et, plus tard, de l'alphabet hébreu. Dans l'alphabet protosinaïtique, le pictogramme représentant une maison, prononcé *bēt, est un dérivé du hiéroglyphe égyptien correspondant. Il transcrivait le phonème /b/, initiale de *bēt. Le nom est resté pour désigner la lettre elle-même dans les abjads du Proche-Orient, par exemple avec le Beth hébraïque. Ce Beth s'est transmis presque tel quel à l'alphabet grec sous la forme βῆτα (Bêta). 
Ainsi, les 10 premiers des 22 graphèmes de l'ordre levantin signifient respectivement : bœuf, maison, chameau, porte, volet, clou, poignard, barrière, roue, main...
En d'autres termes, il s'agit de la transcription d'une police de caractères en une police de lettres.

## Littérature

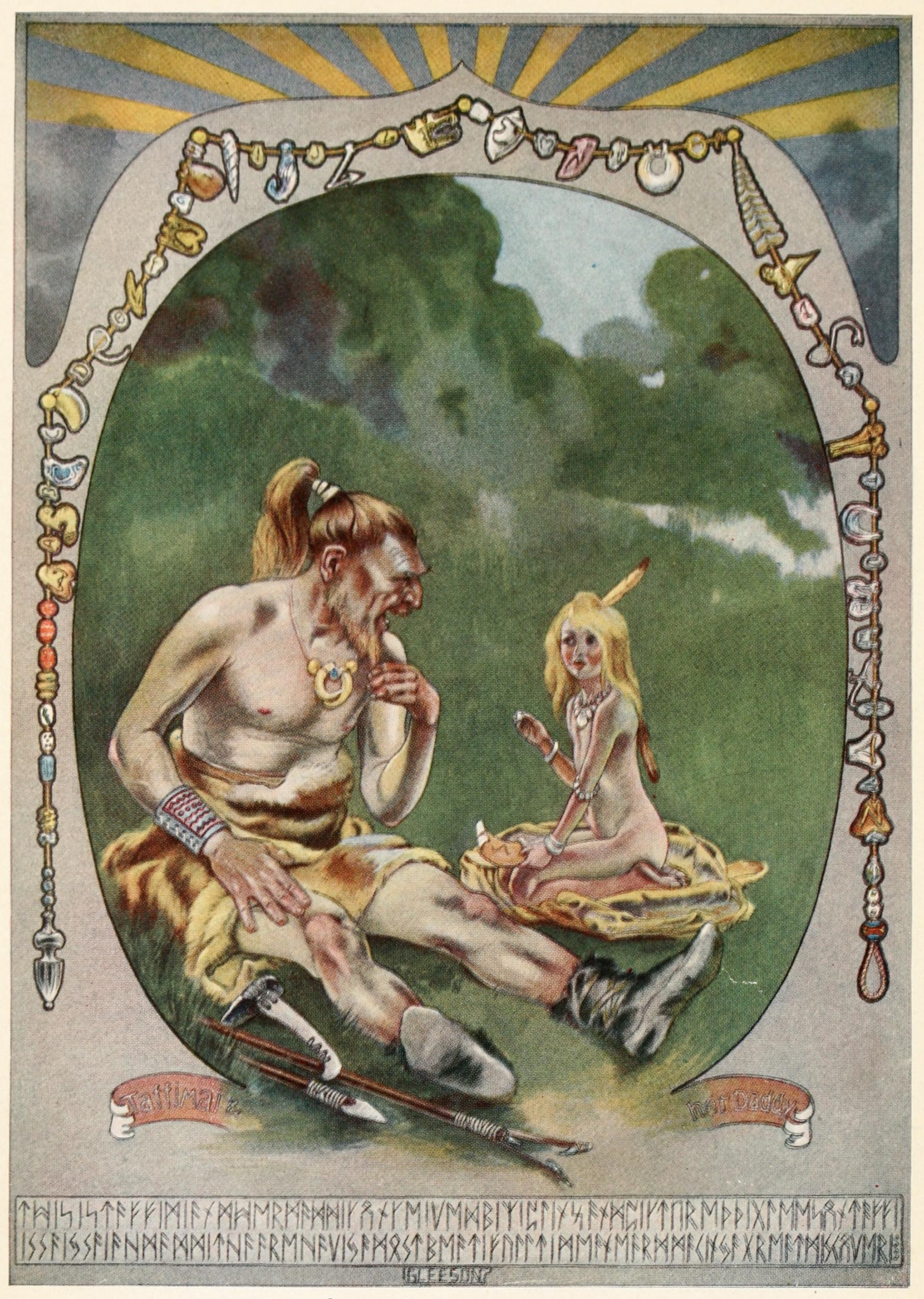
Illustration de How the Alphabet was Made par, 1912.

Dans le recueil des Histoires comme ça, Rudyard Kipling a donné une interprétation poétique et illustrée de la création de l'alphabet .